# Tor des Monats
Tor des Monats, tyska för Månadens mål, är en månatlig utmärkelse som delas ut av den tyska tv-kanalen Das Erste sedan mars 1971. Röstningen genomförs numera online och via telefonröstning. Tidigare genomfördes valen genom brevröstning. En liknande utmärkelse delas ut av BBC, som har fastställt månadens mål sedan 1970. Motsvarigheter i andra länder är inte kända.
Efter den första sändningen fick ARD 600 000 brevröster. För att räkna dessa kontaktades ledningen för Kölns Klingelpütz-fängelse.
Förutom månadens mål delar Das Erste även ut årets mål. Efter att Bundesliga-bevakningen återupptogs i Sportschau 2003, valdes även veckans mål ut under varje program. Dessa visades även måndag till fredag innan Tagesschau klockan 20.00 och låg sedan till grund för valet av månadens mål. Sändningen kompletterades med en kort reklamfilm för en bil som kunde vinnas av de röstande. Den finansierade delvis kostnaderna för sändningsrättigheterna till Bundesliga-matcherna. Dessförinnan presenterades ett dagens mål, som redaktionen valt ut, i slutet av sändningen.